# Janeiro 27
Janeiro 27 é um filme documentário de longa-metragem brasileiro, finalizado no ano de 2016, dirigido por Luiz Alberto Cassol e Paulo Nascimento, sobre o Incêndio na boate Kiss, que vitimou 242 pessoas no dia 27 de janeiro de 2013, na cidade de Santa Maria, Rio Grande do Sul, Brasil. Possui uma primeira versão de entrevistas exibido no ano de 2014, um ano após o incêndio e em alguns festivais.
O documentário começou a ser produzido a partir de um pedido da Associação dos Familiares de Vítimas e Sobreviventes da Tragédia de Santa Maria (AVTSM).

## Sinopse
Dez anos separam três tragédias em três países: Brasil, EUA e Argentina. A morte de centenas de jovens poderiam ter sido evitada se os procedimentos mínimos de segurança tivessem sido cumpridos.  As semelhanças entre os acontecimentos de Rhode Island, Buenos Aires e Santa Maria são imensas. Vidas poderiam ter sido poupadas se as autoridades tivessem aprendido com os fatos. A produção do longa-metragem partiu da Associação dos Familiares de Vítimas e Sobreviventes da Tragédia de Santa Maria (AVTSM).

## Lançamento
Em 27 de janeiro de 2014, após um ano do acidente, foi exibido a parte com entrevistas. Passado mais de dois anos a equipe do documentário realizou novas entrevistas e fez um relançamento acrescido mais 20 minutos ao filme. A versão na íntegra estreou na Argentina, durante o Festival de de cinema da cidade de Oberá.

## Exibições em Festivais e Mostras
| Ano  | Festivais                                | País      | Ref           |
| ---- | ---------------------------------------- | --------- | ------------- |
| 2015 | Festival del Cinema Latino Americano     | Itália    | [ 9 ]         |
| 2014 | 42º Festival de Cinema de Gramado        | Brasil    | [ 10 ] [ 11 ] |
| 2014 | Festival do Novo Cinema Latino-Americano | Cuba      | [ 12 ]        |
| 2014 | Festival Internacional de Oberá          | Argentina | [ 13 ] [ 14 ] |
| 2014 | Santa Rosa Mostra Cinema                 | Brasil    | [ 15 ]        |